# Dichochrysa namibensis
Dichochrysa namibensis är en insektsart som först beskrevs av Hölzel 1993.  Dichochrysa namibensis ingår i släktet Dichochrysa och familjen guldögonsländor. Inga underarter finns listade i Catalogue of Life.